# Pan Tau
Pan Tau är en tjeckoslovakisk TV-serie i samproduktion med den västtyska TV-kanalen WDR. Den spelades in från 1969 till 1978 med den tjeckiske skådespelaren Otto Šimánek i huvudrollen. Handlingen var anpassad för äldre barn och sändes av bland annat Sveriges television. Den gick för första gången i Beppe Wolgers Jullovsmorgon 1971 och 1972 men även 1977 med repris 1979. Serien visades i flera andra länder.
Den komiska serien handlade om en man som hette Pan Tau (herr Tau på tjeckiska), som aldrig talade och krympte till 10-15 centimeters storlek när han strök med handen över brättet på sin hatt. Varifrån han kom vet ingen, men han färdades med en propellerförsedd röd farkost, stor som en leksaksbil. Han hjälpte till när barn hamnade i problematiska situationer.

## Trivia
- 1970 dök en då okänd Ivana Marie Zelníčková (senare Ivana Trump) upp på Pan Tau i säsong 1, avsnitt 3 "Pan Tau na horách" (Pan Tau i bergen), vilket var hennes första tv-roll.[5][6][7]
- Otto Šimánek dök återigen upp som Pan Tau för den tyska sångaren Nenas musikvideo från 1990 till Du bist überall ("Du är överallt"), från studioalbumet Wunder gescheh'n, som spelades in i Prag.[8]

### Fotnoter
1. 1 2 3 4 5 6 7 8 9 10 11 12  Česko-Slovenská filmová databáze, 2001.[källa från Wikidata]
2. ↑  Česko-Slovenská filmová databáze, 2001, läst: 14 mars 2025.[källa från Wikidata]
3. 1 2 3  hämtat från: tyskspråkiga Wikipedia.[källa från Wikidata]
4. ↑  ”Pan Tau (1970–1978) Release Info” (på engelska). IMDb. https://www.imdb.com/title/tt0157238/releaseinfo?ref_=tt_ov_inf.
5. ↑  ”Pan Tau na horách” (på engelska). IMDb. https://www.imdb.com/title/tt0920073/. Läst 16 juli 2022.
6. ↑  Černý, René (29 januari 2020). ”Ivana Trumpová jako herečka. Zahrála si v jednom z nejslavnějších seriálů pro děti.” (på tjeckiska). Instory.cz. https://m.instory.cz/celebrity/8198-ivana-trumpova-jako-herecka-zahrala-si-v-jednom-z-nejslavnejsich-serialu-pro-deti.html. Läst 28 maj 2024.
7. ↑  ”Ivana Trump (then Zelníčková, 20 yo) in the movie "Pan Tau" (1970)” (på tjeckiska). YouTube. 21 november 2016. https://www.youtube.com/watch?v=lF_Go5WYDL8. Läst 28 maj 2024.
8. ↑  ”Du bist Überall” (på tyska). YouTube. 30 april 2019. https://www.youtube.com/watch?v=fa-jDdyiDwk. Läst 28 maj 2024.